# Plivanje na OI 1924.

## Pojedinačna natjecanja

### 100 m slobodno
| Mjesto | Država | Plivač             | Vrijeme    |
| ------ | ------ | ------------------ | ---------- |
| 1.     | SAD    | Johnny Weissmüller | 59,0 s     |
| 2.     | SAD    | Duke Kahanamoku    | 1:01,4 min |
| 3.     | SAD    | Samuel Kahanamoku  | 1:01,8 min |

| Mjesto | Država | Plivačica          | Vrijeme    |
| ------ | ------ | ------------------ | ---------- |
| 1.     | SAD    | Ethel Lackie       | 1:12,4 min |
| 2.     | SAD    | Mariechen Wehselau | 1:12,8 s   |
| 3.     | SAD    | Gertrude Ederle    | 1:14,2 min |

### 400 m slobodno
| Mjesto | Država     | Plivač             | Vrijeme    |
| ------ | ---------- | ------------------ | ---------- |
| 1.     | SAD        | Johnny Weissmüller | 5:04,2 min |
| 2.     | Švedska    | Arne Borg          | 5:05,6 min |
| 3.     | Australija | Andrew Charlton    | 5:06,6 min |

| Mjesto | Država | Plivačica        | Vrijeme    |
| ------ | ------ | ---------------- | ---------- |
| 1.     | SAD    | Martha Norelius  | 6:02,2 min |
| 2.     | SAD    | Helen Wainwright | 6:03,8 min |
| 3.     | SAD    | Gertrude Ederle  | 6:04,8 min |

### 1500 m slobodno
| Muškarci - 1500 m slobodno \| Mjesto \| Država \| Plivač \| Vrijeme \| \| ------ \| ---------- \| ----------------- \| ----------- \| \| 1. \| Australija \| Andrew Charlton \| 20:06,6 min \| \| 2. \| Švedska \| Arne Borg \| 20:41,4 min \| \| 3. \| Australija \| Frank Beaurepaire \| 21:48,4 min \| |            |                   |             |
| Mjesto | Država     | Plivač            | Vrijeme     |
| 1. | Australija | Andrew Charlton   | 20:06,6 min |
| 2. | Švedska    | Arne Borg         | 20:41,4 min |
| 3. | Australija | Frank Beaurepaire | 21:48,4 min |

### Leđni stil
| Mjesto | Država   | Plivač              | Vrijeme    |
| ------ | -------- | ------------------- | ---------- |
| 1.     | SAD      | Warren Paoa Kealoha | 1:13,2 min |
| 2.     | SAD      | Paul Wyatt          | 1:15,4 min |
| 3.     | Mađarska | Károly Bartha       | 1:17,8 min |

| Mjesto | Država                 | Plivačica       | Vrijeme    |
| ------ | ---------------------- | --------------- | ---------- |
| 1.     | SAD                    | Sybil Bauer     | 1:23,2 min |
| 2.     | Ujedinjeno Kraljevstvo | Phyllis Harding | 1:27,4 min |
| 3.     | SAD                    | Aileen Riggin   | 1:28,2 min |

### Prsni stil
| Mjesto | Država  | Plivač             | Vrijeme    |
| ------ | ------- | ------------------ | ---------- |
| 1.     | SAD     | Robert Skelton     | 2:56,6 min |
| 2.     | Belgija | Joseph de Combe    | 2:59,2 min |
| 3.     | SAD     | William Kirschbaum | 3:01,0 min |

| Mjesto | Država                 | Plivačica      | Vrijeme    |
| ------ | ---------------------- | -------------- | ---------- |
| 1.     | Ujedinjeno Kraljevstvo | Lucille Morton | 3:33,2 min |
| 2.     | Nizozemska             | Agnes Geraghty | 3:34,0 min |
| 3.     | Ujedinjeno Kraljevstvo | Gladys Carson  | 3:35,4 min |

## Štafetna natjecanja

### Slobodni stil
| Mjesto | Država     | Plivači | Vrijeme     |
| ------ | ---------- | --- | ----------- |
| 1.     | SAD        | Ralph Breyer Harrison Glancy Richard Howell Johnny Weissmüller U kvalifikacijama : James O’Connor, Lester Smith | 9:53,4 min  |
| 2.     | Australija | Andrew Charlton Maurice Christie Frank Beaurepaire Ernest Henry U kvalifikacijama : Ivan Stedman                | 10:02,2 min |
| 3.     | Švedska    | Åke Borg Arne Borg Orvar Trolle Georg Werner U kvalifikacijama : Tor Henning, Gösta Persson                     | 10:06,8 min |

| Mjesto | Država                 | Plivačice | Vrijeme    |
| ------ | ---------------------- | --- | ---------- |
| 1.     | SAD                    | Euphrasia Donnelly Gertrude Ederle Ethel Lackie Martha Norelius U kvalifikacijama : Helen Wainwright, Mariechen Wehselau | 4:58,8 min |
| 2.     | Ujedinjeno Kraljevstvo | Florence Barker P. Gant J. Hatch Constance Jeans Gracie MacKenzie, Vera Tanner                                           | 5:17,0 min |
| 3.     | Švedska                | Aina Berg Gurli Ewerlund Jane Gylling Wivan Pettersson U kvalifikacijama : Hjördis Töpel                                 | 5:35,6 min |